# 不完全ベータ関数
数学において不完全ベータ関数（ふかんぜんベータかんすう、英: incomplete beta function）とは、ベータ関数の一般化の一つで、ベータ関数の定義に現れる定積分を不定積分に置き換えた関数である。ガンマ関数を一般化して不完全ガンマ関数を定義する方法に似ている。

## 定義
不完全ベータ関数は{\displaystyle 0\leq \mathrm {Re} \ z\leq 1}に対して、以下の積分で定義される。
{\displaystyle \mathrm {B} _{z}(a,b)=\int _{0}^{z}t^{a-1}\,(1-t)^{b-1}\,\mathrm {d} t\!}
この式において{\displaystyle z=1}のときが、ベータ関数である。不完全ベータ関数に対する用語として、普通のベータ関数を完全ベータ関数 (complete beta function) ということもある。
正則化された不完全ベータ関数 (regularized incomplete beta function)（あるいは単に正則ベータ関数 (regularized beta function)）とは、不完全ベータ関数とベータ関数を用いて以下のように定義される。
{\displaystyle I_{z}(a,b)={\frac {\mathrm {B} _{z}(a,b)}{\mathrm {B} (a,b)}}\!}
正則化不完全ベータ関数はベータ分布の累積分布関数であり、離散的な二項分布の累積分布関数も正則化不完全ベータ関数を用いて表すことができる。

## 性質
{\displaystyle I_{0}(a,b)=0\,}

{\displaystyle I_{1}(a,b)=1\,}

{\displaystyle I_{x}(a,1)=x^{a}\,}

{\displaystyle I_{x}(1,b)=1-(1-x)^{b}\,}

{\displaystyle I_{x}(a,b)=1-I_{1-x}(b,a)\,}

{\displaystyle I_{x}(a+1,b)=I_{x}(a,b)-{\frac {x^{a}(1-x)^{b}}{a\mathrm {B} (a,b)}}\,}

{\displaystyle I_{x}(a,b+1)=I_{x}(a,b)+{\frac {x^{a}(1-x)^{b}}{b\mathrm {B} (a,b)}}\,}

{\displaystyle \mathrm {B} (x;a,b)=(-1)^{a}\mathrm {B} \left({\frac {x}{x-1}};a,1-a-b\right)}